# Scopelomorpha
Super-ordre
Les Scopelomorpha sont un super-ordre de poissons téléostéens.

## Liste des ordres et familles
Selon ITIS (7 décembre 2024) :
- ordre des Myctophiformes Regan, 1911
  - famille des Myctophidae Gill, 1893
  - famille des Neoscopelidae Jordan, 1901

## Systématique
Le nom valide complet (avec auteur) de ce taxon est Scopelomorpha.
Le WoRMS ne reconnait pas cet super-ordre et classe l'ordre des Myctophiformes directement dans l'infra-classe des Teleostei.